# Хрестовоздвиженська церква (Києво-Печерська лавра)
Хрестовоздвиженська церква або Воздвиження Животворящого Хреста — пам'ятка архітектури XVIII ст., найбільш значуща споруда наземного комплексу над Ближніми печерами Києво-Печерської лаври. Із церкви до печер ведуть три входи.

## Історія
Побудована в 1700 році коштом козацького полтавського полковника Павла Герцика. По завершенні будівництва церкви почали оздоблювати її інтер'єр у типовому для того часу стилі українського бароко. У 1769 році різьбяр по дереву К. Шверин виготовив для церкви чотириярусний дерев'яний іконостас.
У 40-х роках XVIII ст. до східної стіни церкви добудували одноповерхову галерею, що одночасно слугувала одним із входів до Ближніх печер.
Наприкінці XVIII ст. із заходу до церкви прибудували трапезну з одним грушоподібним куполом.
З 1990 року Хревоздвиженська церква діюча і належить УПЦ (МП).

## Архітектура
Архітектура церкви типова для українських церков того часу і збереглася до нашого часу без істотних змін.
Воздвиженська церква тридільна, завершена трьома грушоподібними банями на гранчастих підбанках. У ній, крім однієї апсиди для престолу зі сходу влаштовано ще дві з півдня та півночі від центрального об'єму. Традиційні три бані поставлені по осі схід-захід: одна — головна — над центральним об'ємом, друга — над східною апсидою, а третя — над притвором.

## Живопис
Стіни церкви розписували і у XVIII ст., і у 1816 році, а існуючий на сьогодні розпис виконав 1894 року художник Данило Давидов у типовій для офіційного синодального живопису академічній манері кінця XIX — початку ХХ ст.
Живопис має яскраву соковиту палітру, але постаті святих дещо умовні. На розпису всередині галереї церкви поміж грішниками в пеклі зображений Лев Толстой.

## Галерея

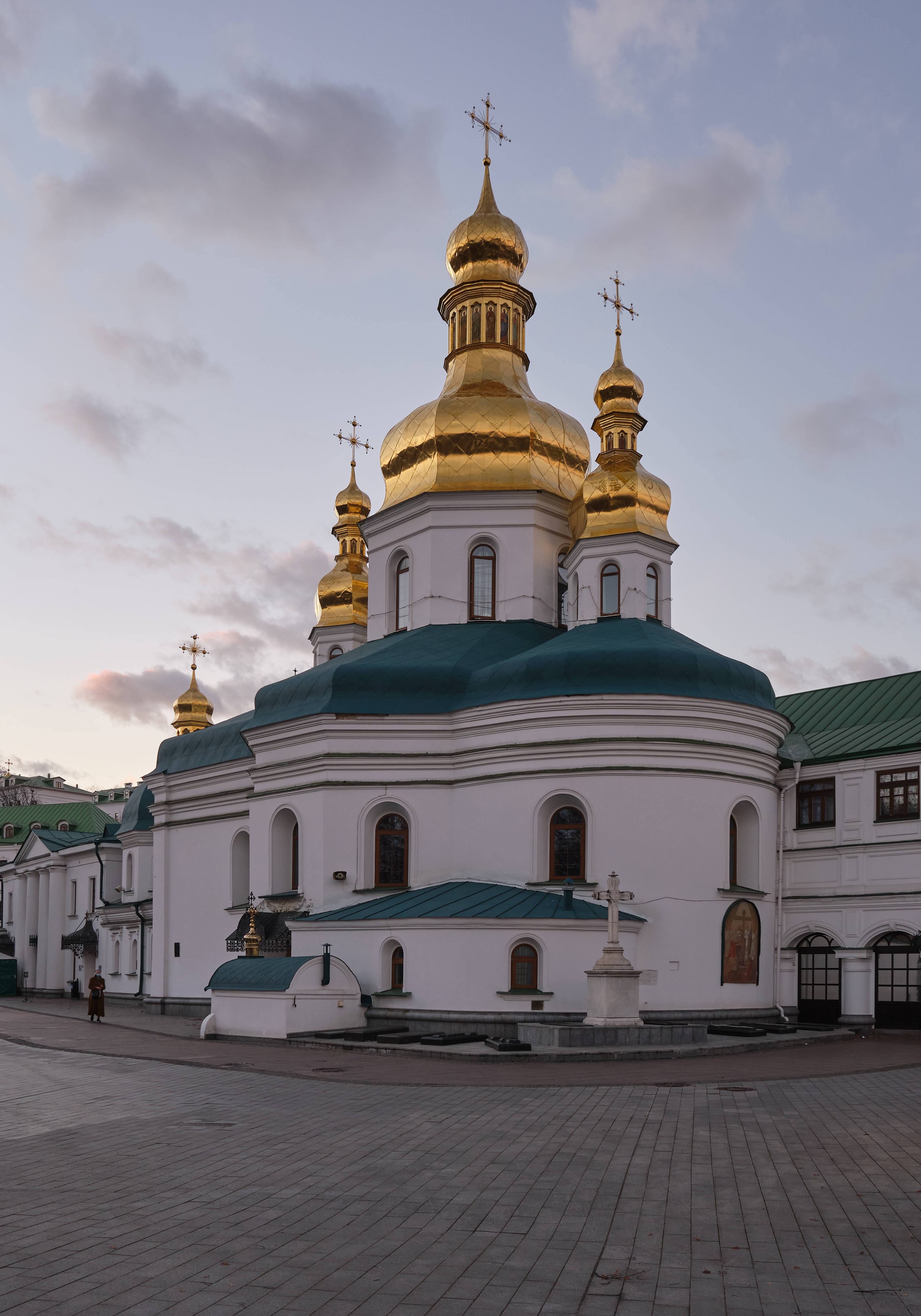
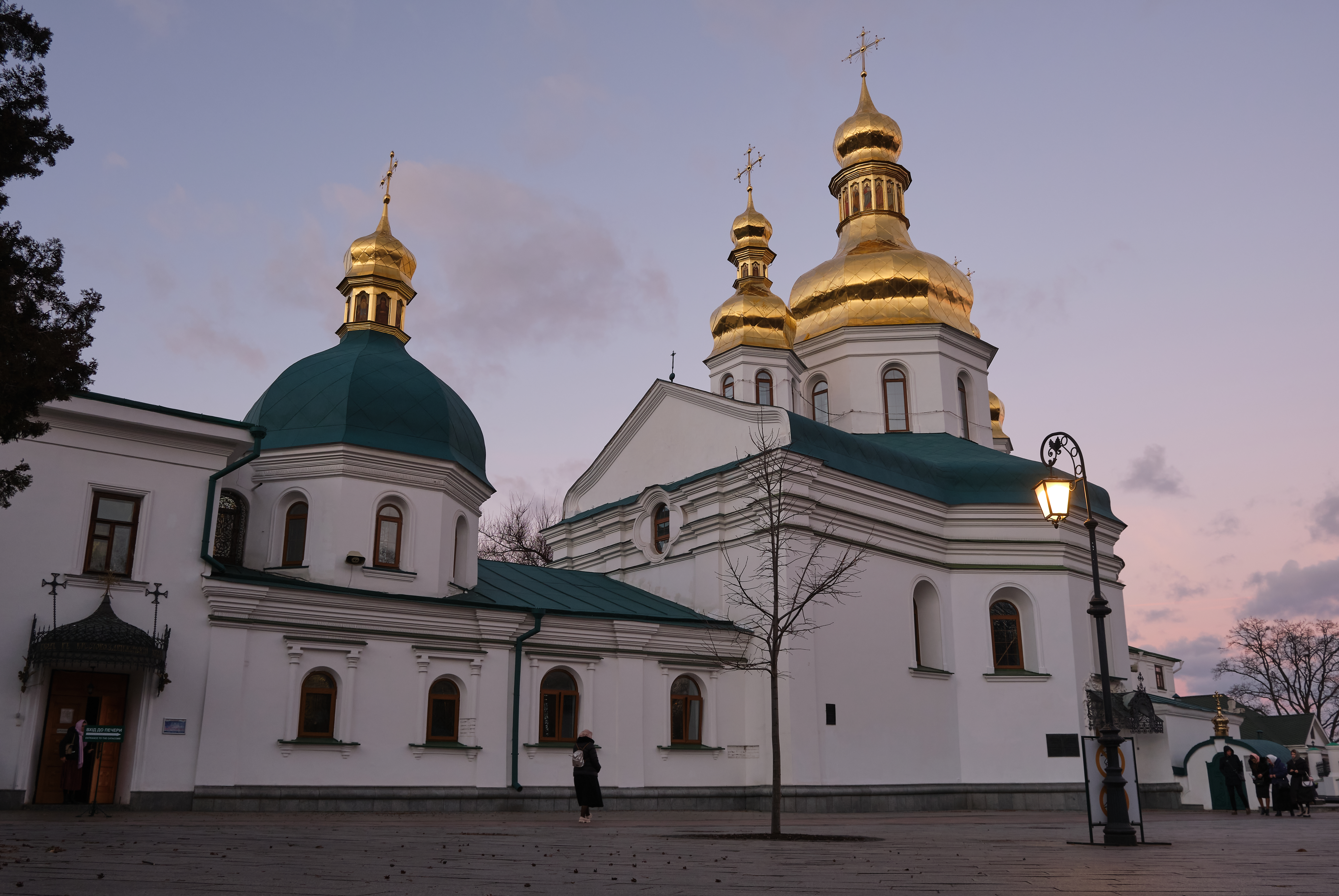